# Tomiya
Tomiya (富谷市, Tomiya-shi) est une ville située dans la préfecture de Miyagi, au Japon.

## Géographie

### Démographie
Au 1er décembre 2014, la population de Tomiya s'élevait à 51 050 habitants répartis sur une superficie de 49,13 km2.